# Valeriano Gialli
Valeriano Gialli (...) è un attore e regista teatrale italiano.

## Biografia
Di origini fiorentine, adolescente segue la famiglia a Genova dove studia al Liceo classico Cristoforo Colombo. Durante il liceo frequenta anche la scuola di recitazione del Teatro Stabile di Genova, dove incontra il regista Carlo Quartucci, che lo fa debuttare giovanissimo in uno spettacolo nel quale recitano Leo De Berardinis, Rino Sudano e Claudio Remondi. Con Quartucci prende poi parte a Il lavoro teatrale di Roberto Lerici (Biennale di Venezia), alla compagnia itirenante Camion e ad altri spettacoli tra cui Histoire du soldat di Stravinskij e Tamerlano di Marlowe.
Negli stessi anni incontra l'altro suo maestro di regia, Aldo Trionfo. Con lui recita nel Tito Andronico di William Shakespeare per il Piccolo di Milano e in altri suoi spettacoli (tra cui Sandokan, Peer Gynt, Ettore Fieramosca, Nerone è morto, Gesù) presso il Teatro Stabile di Trieste e il Teatro Stabile di Torino.
Nel 1974 con Franco Branciaroli fonda a Torino la sua prima compagnia indipendente (Armata Brancagalli). Numerosi i suoi recital dedicati alla poesia e le sue partecipazioni come attore ai radiodrammi registrati negli studi di Torino della Rai dal 1974 al 1995.
A Torino ha poi formato nel 1979 la compagnia Teatro U!, con Giorgio Lanza e Nadia Ferrero, agendo fino al 1983 al Teatro degli Infernotti dell'Unione culturale, nei sotterranei di Palazzo Carignano, dove cura anche alcune rassegne di spettacoli d'avanguardia insieme al critico Giuseppe Bartolucci, con il quale cura nel 1983 in Valle d'Aosta la rassegna Paesaggi mondani presentando in luoghi selvaggi e naturali le principali compagnie italiane del nuovo teatro.
Per i programmi sperimentali di Radio Rai realizza come autore e regista due serial di fantascienza: Il teppista stellare (13 puntate, 1982) e Oltre Plutone (13 puntate, 1983).
Dal 1991 vive in Valle d'Aosta dove nel 1993 fonda la compagnia Envers Teatro il cui lavoro ha basi ad Aosta e a Torino. Nel 1996 è direttore artistico del festival Asti Teatro. Dal 2000 al 2011 ha curato per il Comune di Aosta la rassegna di spettacoli di teatro e danza Scenario Sensibile.
Nel 2013 dà vita insieme a Paola Corti alla compagnia Teatro del Mondo, della quale entrambi sono direttori artistici. 
Debutta in prima nazionale al festival Asti Teatro 2014 con lo spettacolo il Re del Plagio di Jan Fabre di cui è regista.

## Attore

### Prosa Televisiva
- Il bagno di Vladimir Vladimirovič Majakovskij, regia di Mario Missiroli, trasmessa dal Secondo canale l'8 febbraio 1977.

## Opere

### Teatrali
- Lenin di Majakovkij (1975)
- Anna Snègina di Esenin (1979)
- I masnadieri di Friedrich Schiller (1980)
- Estasi fisico-magnetica (1982)
- Per mangiare le nuvole (1985), spettacolo d'ambiente ideato con Andrea Branzi, Denis Santachiara e Franco Bolelli per il Teatro Regio di Torino)
- Albe (1986)
- Lenin a Capri (1987)
- Mi ricordo da Georges Perec (1988), Festival di Chieri e Festival delle Arti di Erice
- La camera dei sogni da Georges Perec (1990)
- Della bufera musica superba da Walt Whitman (1992), Festival di Chieri
- Contra politicos da Ezra Pound (1995)
- Sarrasine[5] da Honoré de Balzac (1996), Festival di Asti, con Emma Dante
- Baal di Bertolt Brecht (2002), Festival delle Colline Torinesi
- Moby Dick - ultima caccia da Herman Melville (2004), menzione speciale al Premio UBU)
- Macbeth da Shakespeare (2010), Festival di Avignone[6]
- Furiosus dall’Orlando Furioso (2011), Festival di Avignone[7]
- Barbablù[8] di Gian Luca Favetto (2012)
- Sarrasine da Honoré de Balzac (2013), Festival Asti Teatro, con Lorena Senestro e Valentina Virando
- I Maledetti[9] da William Shakespeare (2014), coregia con Daniela Ardini, produzione Lunaria Teatro Genova

### Radiofoniche
- Il Teppista Stellare (1982)
- Oltre Plutone (1983)